# 阿吉拉尔德拉尔凡夫拉
阿吉拉尔德拉尔凡夫拉，是西班牙阿拉贡自治区特鲁埃尔省的一个市镇。总面积39平方公里，总人口63人（2018年），人口密度2人/平方公里。